# Selve (Salasco)
Pour les articles homonymes, voir Selve.

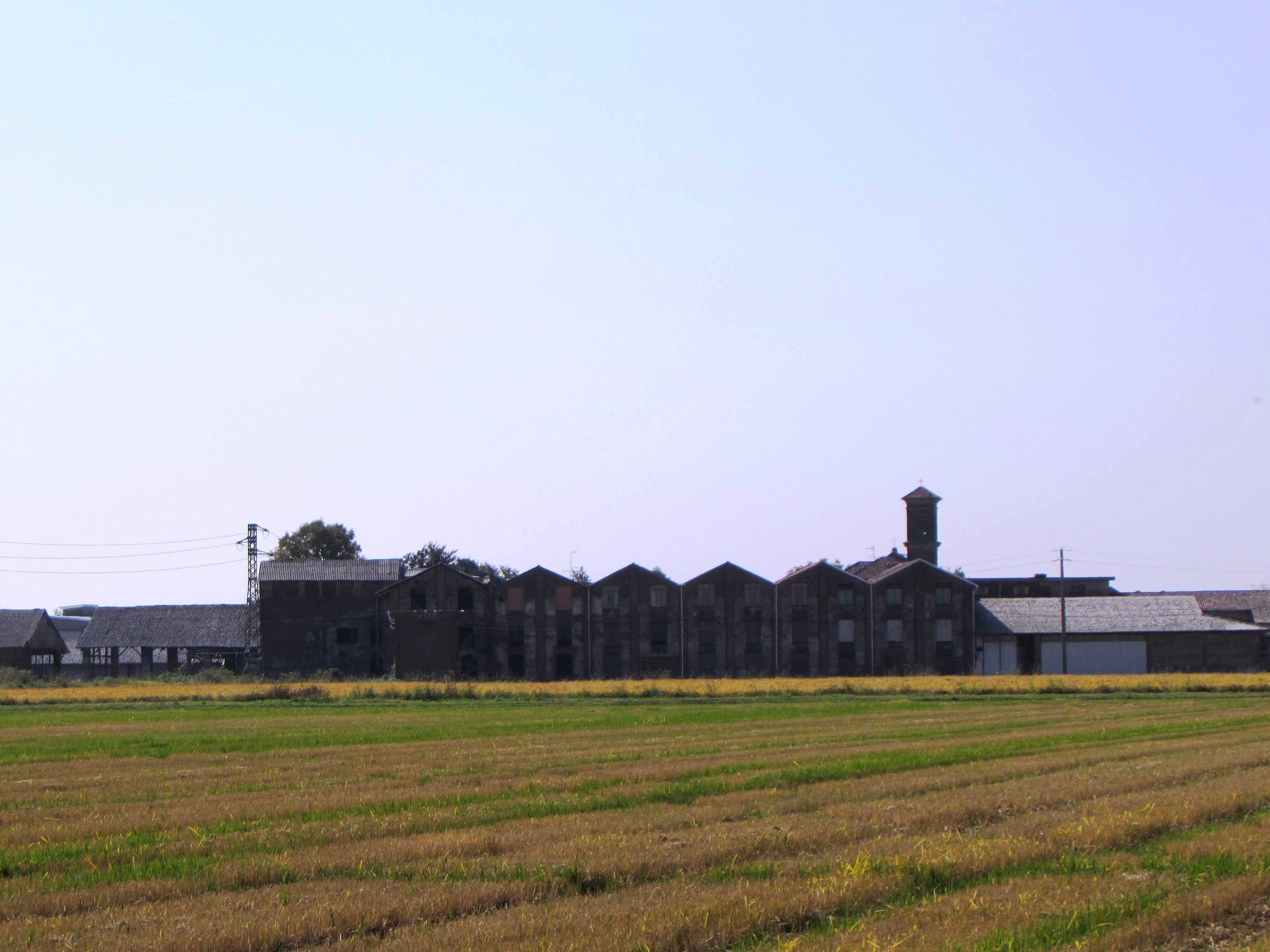

Selve est une frazione de la commune de Salasco (13040), située à mi-chemin entre Turin et Milan, dans la province de Verceil, dans la région du Piémont, dans le nord de l'Italie.

## Situation
Selve se trouve à 3,48 km du centre de Salasco et à proximité des hameaux de Case sparse et de Via Per Crova. à 10 km de Verceil. Dans ce hameau se trouvent les restes d'un château du XVe siècle.
Le hameau de Selve culmine à 145 mètres d'altitude.